# Dornier Do R
Il Dornier Do R Superwal era un idrovolante di linea a scafo centrale progettato dalla Dornier-Metallbauten GmbH negli anni trenta e costruito dalla sua sussidiaria svizzera Doflug di Altenrhein am Bodenseee e presso l'italiana Costruzioni Meccaniche Aeronautiche S.A. (CMASA), già costruttrici del Do J Wal.

## Impiego operativo

### Germania
Il Super Wal volò nel 30 settembre 1926 e, come il predecessore, effettuò anche servizio postale. Dopo gli attentati aerei del 1931, il Super Wal cessò di essere utilizzato in servizio.

### Italia
Venne consegnato alla Società Anonima Navigazione Aerea (SANA) nel 1926.

## Utilizzatori
Germania
- Deutsche Luft Hansa

 Italia
- Ala Littoria
- Società Anonima Navigazione Aerea (SANA)

### Pubblicazioni
- (EN) Berlin Aero Show 1928, in Flight, 18 ottobre 1928,  pp. 908-09. URL consultato il 28 febbraio 2008.
- (EN) The New Dornier Super-Wal, in Flight, 12 gennaio 1928,  p. 18. URL consultato il 28 febbraio 2008.
- (EN) The Dornier Super-Wal, in Flight, 9 dicembre 1926,  p. 817. URL consultato il 28 febbraio 2008.
- (EN) A New Dornier Super-Wal, in Flight, 22 marzo 1928,  p. 199. URL consultato il 28 febbraio 2008.